# 晚红瓦松
晚红瓦松（学名：Orostachys erubescens）为景天科瓦松属下的一个种。

## 扩展阅读
維基物種上的相關：晚红瓦松